# Shelbyville, Illinois
Shelbyville là một thành phố thuộc quận Shelby, tiểu bang Illinois, Hoa Kỳ. Năm 2010, dân số của thành phố này là 4700 người.

## Dân số
Dân số qua các năm:
- Năm 2000: 4971 người.
- Năm 2010: 4700 người.